# Koronka do Miłosierdzia Bożego (mariawicka)
Koronka do Miłosierdzia Bożego – koronka odmawiana w Kościołach mariawickich z inicjatywy św. Marii Franciszki Kozłowskiej, która otrzymała objawienia Dzieła Wielkiego Miłosierdzia. 

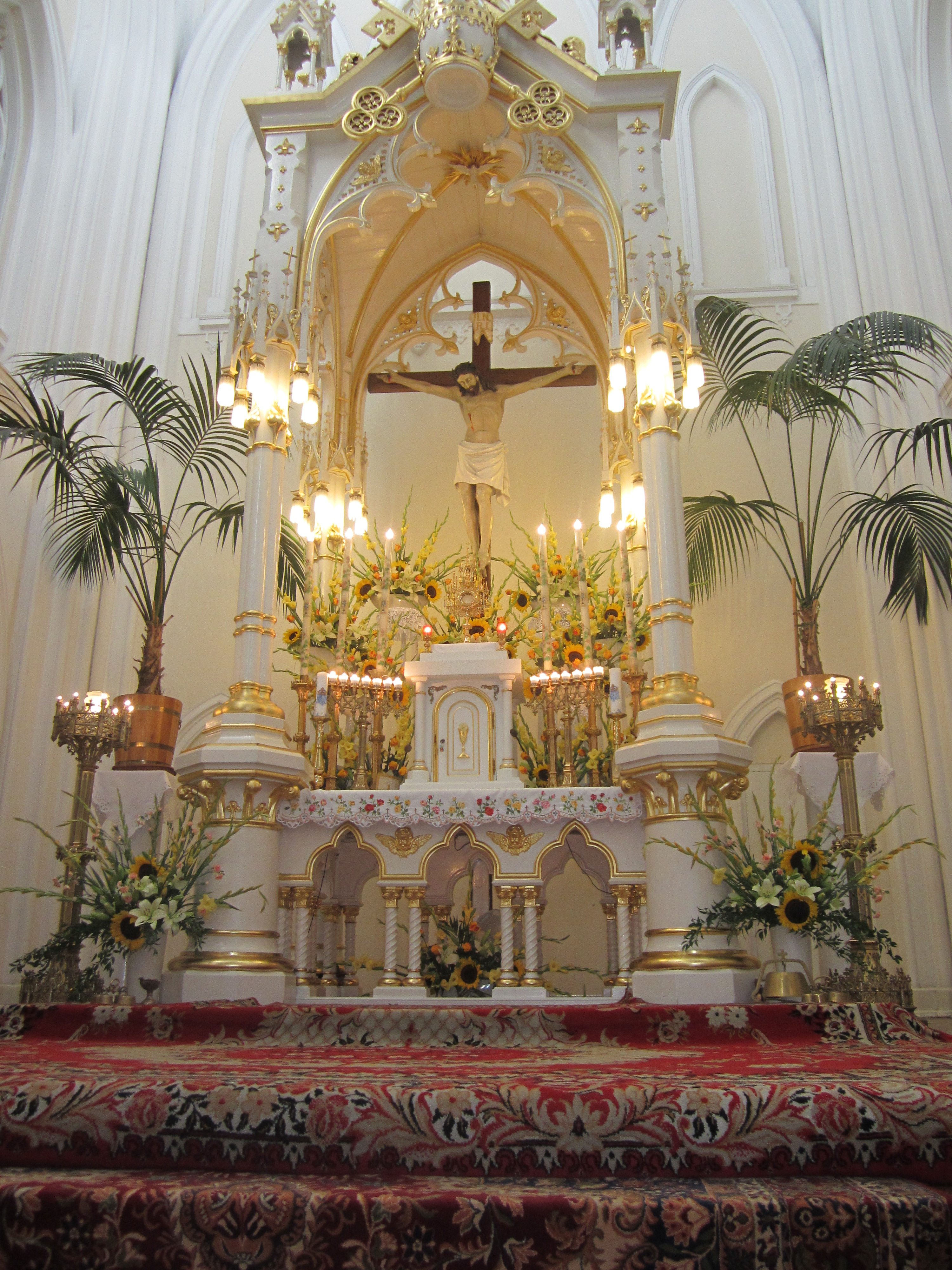
Ołtarz w Świątyni Miłosierdzia i Miłości w Płocku

2 sierpnia 1893 roku św. Maria Franciszka Kozłowska otrzymała objawienia Dzieła Wielkiego Miłosierdzia, które wzywały Kościół rzymskokatolicki do gruntownej reformy w oparciu o cześć Przenajświętszego Sakramentu i wzywanie pomocy Maryi. Kościół rzymskokatolicki nie uznał tych objawień i nałożył ekskomunikę na Marię Franciszkę Kozłowską. Kult eucharystyczny w życiu mariawitów wyraża się m.in. poprzez odprawianie nieustającej adoracji ubłagania, podczas której należy wypraszać łaskę nawrócenia i miłosierdzia dla świata.
Koronka, której autorstwo według tradycji mariawickiej przypisuje się św. Marii Franciszce powstała w środowisku mariawickim na przełomie XIX i XX wieku. Jej treść koresponduje z objawieniami Dzieła Wielkiego Miłosierdzia.
Koronka do Bożego Miłosierdzia w wersji mariawickiej jest modlitwą skierowaną do Jezusa Chrystusa obecnego w sakramencie Eucharystii, który według objawień św. Marii Franciszki, jest źródłem Miłosierdzia dla świata. Słowa modlitwy odwołują się do Serca Pana Jezusa, obecnego w Przenajświętszym Sakramencie, które swoją miłością obejmuje wszystkich ludzi, a względem grzeszników okazuje miłosierdzie. W tym miejscu słowa koronki korespondują bezpośrednio z objawieniami Mateczki: adorować będziecie Najsłodsze Serce Moje ukryte w Przenajświętszym Sakramencie. Następnie wierni kierują do Jezusa prośbę o wysłuchanie swoich modlitw i udzielenie sobie i całemu światu łaski miłosierdzia Bożego. Przy końcu modlitwy zwracają się o pośrednictwo Niepokalanego Serca Maryi i serca Mateczki. Wstawka: „i serce bł. Marii Franciszki” została dodana po 1925, czyli po śmierci czczonej w Kościele mariawitów Marii Franciszki Kozłowskiej. Po odmówieniu modlitwy, dziesięciokrotnie powtarza się wezwanie: O mój Jezu, miłosierdzia. Całość powtarza się pięć razy, podobnie jak w tajemnicach Różańca Świętego. Na zakończenie odmawia się Modlitwę Pańską, Pozdrowienie Anielskie i małą Doksologię.
Modlitwę tę można odmawiać indywidualnie, jak i wspólnotowo. W szczególny sposób mariawici korzystają z niej podczas miesięcznych i tygodniowych adoracji Przenajświętszego Sakramentu, a także na zakończenie Mszy Świętej z prośbą o błogosławieństwo. Jeśli koronka odmawiana jest w jakiś konkretnych intencjach, można je włączyć w jej treść. W szczególny sposób bp Maria Filip Feldman zachęcał aby do modlitwy o miłosierdzie dla świata dodawać prośbę o pokój.

## Treść koronki
Na dużych paciorkach:
Jezu utajony w Przenajświętszym Sakramencie, którego Serce pełne jest miłości dla wszystkich i miłosierdzia dla grzeszników, racz wysłuchać modlitwy nasze i udziel nam i całemu światu łaskę miłosierdzia, o którą Cię pokornie błagamy przez Niepokalane Serce Twej Matki, Maryi Dziewicy (i serce błogosławionej Marii Franciszki).
Na małych paciorkach:
O mój Jezu, miłosierdzia.
Na zakończenie:
Ojcze nasz, Zdrowaś Maryjo, Chwała Ojcu